# Teatre Cameri
El Teatre Cámeri (hebreu: התיאטרון הקאמרי, transliterat: HaTeatron HaKameri) és el teatre municipal de Tel-Aviv, va ser fundat el 1944, és un dels dos teatres més importants d'Israel. El Cámeri presenta cada any entre 7 i 9 noves obres amb al voltant d'1.100.000 d'espectadors en Tel-Aviv i en tot Israel, amb un total de 2.300 actuacions cada any. Fins avui, el Cámeri va pujar a escena al voltant de 600 obres de teatre. En el Cámeri actuen 88 actors i actrius, tots reconeguts i els espectacles són dirigits per directors de renom al país i a l'estranger. Cinc dels actors han guanyat el Premi Israel per la seva contribució a l'art teatral al país. A principis de 2003 el Cameri es va traslladar al seu nou i complet edifici, que es troba dins del Centre d'arts escèniques de Tel-Aviv, adjunt a l'Òpera Israelià, la Biblioteca Municipal i el Museu d'art de Tel-Aviv. Les cinc sales del nou Cámeri componen un centre teatral modern, alegre i actiu. Els espectacles del Cámeri no s'exhibeixen solament en la seva magnífica residència, sinó que també es representen en tots els racons del país. El teatre va guanyar el 2005 el Premi Israel per la seva contribució especial a la societat i l'Estat treballant en el cultiu i desenvolupament del teatre israelià original i inverteix en l'enfortiment dels llaços amb la cultura i el drama del món modern. Les representacions teatrals que puja a escena, tant obres israelianes com a obres internacionals, donen èmfasis a les qüestions socials, morals i polítiques, totes centrades en l'opinió pública israeliana. També els repertoris clàssics inclosos en les exhibicions són seleccionats per la seva proximitat als cors israelians i temes d'actualitat.
Adjunt al teatre es troba establert l'Institut Hanoch Levin d'estudis de teatre israelià. L'institut té com a objectiu promoure obres israelianes a tot el món i crear consciència de la importància d'aquestes en l'elaboració de la cultura a Israel. L'Institut duu a terme les conferències internacionals en les quals els participants estan exposats a les obres de dramaturgs israelians. El teatre té sis sales: Cámeri 1, la sala major a nom de José Milo - conté 932 seients. Cámeri 2, sala que conté 419 seients. Cámeri 3, és un espai obert, alternatiu, que permet la ubicació de l'audiència en diverses formes, té prop de 163 seients. Cámeri 4, és una sala d'assajos, que conté al voltant de 160 seients. Cámeri 5, una altra sala d'assajos. I el cafè del teatre, un espai íntim, el públic se senti al voltant de les taules, conté aproximadament 100 seients.
El teatre té una associació d'amics amb seu en Tel-Aviv, i oficines a Londres i Nova York. L'associació d'amics del teatre contribueix a les següents àrees:
- L'exposició de més d'un milió de persones cada any potser de la cultura teatral a través de les principals temes de l'agenda de la societat israeliana.
- Influeix al fet que les generacions futures siguin atretes per la passió del teatre, uns 50.000 estudiants a l'any participen en visites guiades al teatre, visites després de l'escenari, converses amb els productors i artistes i la producció de fullets d'ajuda als mestres.
- Redueix les bretxes socials mitjançant la participació de les comunitats desfavorides de tot el país - experiència teatral amb l'ajut de subsidis.
- Subvenciona entrades per als soldats conjuntament amb la unitat de cultura de les Forces de Defensa d'Israel.
- Entrades subsidiades i la creació de programes especials per als estudiants, els ancians i els nens i adults amb necessitats especials.
- Ampliació dels visitants de la sala mitjançant la traducció de subtítols en àrab, rus i anglès i audiòfons per a sords.
- Enfortir el pont cap a la pau i la creació d'un diàleg entre els grups dins de la societat israeliana a través d'experiències teatrals que formen la base del diàleg entre religiosos i seculars, jueus i àrabs, immigrants vells i nous, i els israelians i els jueus de la diàspora.
- Els espectacles del teatre representen a Israel en prestigiosos festivals de tot el món. Diverses de les obres van ser portades a diverses destinacions al món les que van tenir un calorós acolliment.